# Atletica leggera alla XXX Universiade - Staffetta 4×400 metri maschile
La specialità della staffetta 4×400 metri maschile all'Universiade di Napoli 2019 si è svolta tra il 12 ed il 13 luglio 2019.

## Podio
| Oro     | Messico Fernando Arodi Vega José Ricardo Jiménez Édgar Ramírez Valente Mendoza         |
| Argento | Sudafrica Gardeo Isaacs Zakhithi Nene Kefilwe Mogawane Sokwakhana Zazini Jon Seeliger* |
| Bronzo  | Polonia Wiktor Suwara Dariusz Kowaluk Kajetan Duszyński Patryk Dobek Patryk Adamczyk*  |

## Risultati

### Batterie
Passano in finale le prime due squadre di ogni batteria (Q) e le due squadre con i migliori tempi tra le escluse (q).
| Posizione | Batteria | Nazione        | Atleti                                                                           | Tempo   | Note    |
| --------- | -------- | -------------- | -------------------------------------------------------------------------------- | ------- | ------- |
| 1         | 3        | Sudafrica      | Kefilwe Mogawane, Zakhithi Nene, Jon Seeliger, Gardeo Isaacs                     | 3:06.38 | Q       |
| 2         | 3        | Giappone       | Mitsuki Kawauchi, Jun Yamashita, Yoshihiro Someya, Naoki Kitadani                | 3:06.74 | Q       |
| 3         | 3        | Thailandia     | Apisit Chamsri, Nattapong Kongkraphan, Thipthanet Sripha, Phitchaya Sunthonthuam | 3:06.75 | q       |
| 4         | 2        | Messico        | Fernando Arodi Vega, José Ricardo Jiménez, Édgar Ramírez, Valente Mendoza        | 3:07.31 | Q       |
| 5         | 2        | Polonia        | Kajetan Duszyński, Dariusz Kowaluk, Patryk Adamczyk, Wiktor Suwara               | 3:09.24 | Q       |
| 6         | 1        | Kazakistan     | Vyacheslav Zems, Andrey Sokolov, David Yefremov, Mikhail Litvin                  | 3:09.44 | Q       |
| 7         | 1        | Botswana       | Lesedi Omondi, Xholani Talane, Thabiso Sekgopi, Cliffton Meshack                 | 3:10.05 | Q       |
| 8         | 2        | Rep. Ceca      | Michal Tlustý, Martin Tuček, Jan Friš, Vít Müller                                | 3:10.77 | q       |
| 9         | 1        | Ghana          | Etiam Kwaku Torgbenu, Baba Seidu Mammoudu, Neeyi Akesseh Arthur, Abdul Razak     | 3:11.08 |         |
| 10        | 2        | Australia      | Sean Fitzsimmons, Mason Cohen, Zach Holdsworth, Jye Perrott                      | 3:11.23 |         |
| 11        | 1        | Corea del Sud  | Mo Il-hwan, Seo Jae-yeong, Lee Jun-hyeok, Kim Hyun-bin                           | 3:12.01 |         |
| 12        | 1        | Cina           | Gong Kewei, Li Runyu, Wu Lei, Zhu Zilong                                         | 3:12.28 |         |
| 13        | 3        | Uganda         | Joshua Jagalo, Williamson Oroma, Yahaya Maliamungu, Benson Okot                  | 3:14.71 |         |
| 14        | 2        | Cile           | Rodrigo Opazo, Rafael Muñoz, Enzo Faulbaum, Esteban González                     | 3:20.32 |         |
| 15        | 2        | Sri Lanka      | Kushan Dhanska, Ishan Olidurage, Yohan Range, Laknath Kavindu                    | 3:21.89 |         |
|           | 3        | Danimarca      | Frederik Peschardt, Emil Sondergaard, Nicolai Hartling, Mathias Mork             | DQ      | R170.20 |
|           | 3        | Stati Uniti    | Isaiah Palmer, Jahquez Durham, Michael Todd, Miles Green                         | DQ      | R163.3a |
|           | 1        | Senegal        |                                                                                  | DNS     |         |
|           | 1        | Zambia         |                                                                                  | DNS     |         |
|           | 2        | Arabia Saudita |                                                                                  | DNS     |         |
|           | 3        | Algeria        |                                                                                  | DNS     |         |

### Finale
| Posizione | Nazione    | Atleti                                                                     | Tempo   | Note             |
| --------- | ---------- | -------------------------------------------------------------------------- | ------- | ---------------- |
|           | Messico    | Fernando Arodi Vega, José Ricardo Jiménez, Édgar Ramírez, Valente Mendoza  | 3'02"89 | Record nazionale |
|           | Sudafrica  | Gardeo Isaacs, Zakhithi Nene, Kefilwe Mogawane, Sokwakhana Zazini          | 3'03"23 |                  |
|           | Polonia    | Wiktor Suwara, Dariusz Kowaluk, Kajetan Duszyński, Patryk Dobek            | 3'03"35 |                  |
| 4         | Giappone   | Mitsuki Kawauchi, Jun Yamashita, Naoki Kitadani, Masaki Toyoda             | 3'04"34 |                  |
| 5         | Rep. Ceca  | Martin Tuček, Lukáš Hodboď, Filip Šnejdr, Vít Müller                       | 3'06"78 |                  |
| 6         | Thailandia | Apisit Chamsri, Nattapong Kongkraphan, Thipthanet Sripha, Jirayu Pleenaram | 3'07"00 |                  |
| 7         | Botswana   | Thabiso Sekgopi, Cliffton Meshack, Lesedi Omondi, Xholani Talane           | 3'07"03 |                  |
| 8         | Kazakistan | Vyacheslav Zems, Andrey Sokolov, David Yefremov, Mikhail Litvin            | 3'07"66 |                  |